# Lee Pui Ming
Lee Pui Ming (Hongkong, 1956) is een Canadees pianist, zangeres en componist. In haar muziek, waarin veel ruimte is voor improvisatie, combineert ze hedendaagse klassieke muziek, jazz en Chinese muziek.
In 1976 ging ze naar Verenigde Staten, waar ze muziek studeerde. In 1985 verhuisde ze naar Toronto, waar ze actief werd in de muziekwereld. Lee heeft haar eigen ensemble, waarin Chinese instrumenten een belangrijke rol spelen. Hiermee toerde ze ook in Azië. Ze componeerde voor The Hong Kong Chinese Orchestra en schreef dansmuziek voor onder meer choreograaf Peter Chin en de groep Kokoro Dance in Vancouver. Ook componeerde ze voor een multimedia-show over Yoko Ono.
Lee trad op met onder meer Otomo Yoshihide, Chris Cutler, René Lussier en Jean Derome. Haar eerste album verscheen in 1991 en haar tweede plaat werd genomineerd voor een Juno Award. Ze speelde ook mee op platen van anderen, zoals Jon Rose en de groep Queen Mab.
In 2000 werd Lee onderscheiden met een Freddie Stone Award voor haar bijdragen aan de geïmproviseerde muziek in Canada.

## Discografie
- Ming (alleen op cassette), Pochee Records, 1991
- Nine-Fold Heart, Pochee Records, 1994
- Strange Beauty, Dorian recordings, 1994
- Taklamakan, Pochee Records, 1999
- Who's Playing, Ambiances Magnetiques, 2002
- She Comes to Shore, Innova Recordings, 2011